# Hugues Tatilon
Hugues Tatilon, né le 16 novembre 1909 à Marseille (Bouches-du-Rhône) et mort dans cette même ville le 23 juillet 1983, est un homme politique français.

## Détail des fonctions et des mandats
Mandat parlementaire
- 27 mai 1983 - 23 juillet 1983 : Député européen